# Lauritz Wigand-Larsen
Lauritz Wigand-Larsen (Bergen, Hordaland, 24 d'agost de 1895 – Bergen, 4 de juny de 1951) va ser un gimnasta artístic noruec que va competir a començaments del segle xx.
El 1920 va prendre part en els Jocs Olímpics d'Anvers, on va guanyar la medalla de plata en el concurs per equips, sistema lliure del programa de gimnàstica.